# Volker Wienert
Volker Wienert (geb. 24. August 1937 in Köln) ist ein deutscher Mediziner und Wissenschaftler. Er hatte von 1986 bis 2004 den Lehrstuhl für Dermatologische Phlebologie am Universitätsklinikum Aachen inne und ist Autor zahlreicher Sachbücher in den Themenbereichen Dermatologie, Phlebologie und Proktologie.

## Leben
Wienert machte 1958 in Duisburg Abitur und begann im folgenden Jahr das Medizinstudium in Münster. Er legte das Staatsexamen an der Rheinischen Friedrich-Wilhelms-Universität in Bonn ab und promovierte im Jahr 1966. Im folgenden Jahr trat Wienert eine Assistenzstelle unter Walter Gahlen an der Dermatologischen Klinik des Universitätsklinikums Aachen an. Im Jahr 1976 erhielt er die Lehrbefugnis für das Fach Dermatologie. Der Titel seiner Habilitationsschrift lautete Die Beeinflussung der analen Schließmuskulatur des Menschen durch Pharmaka, Reflexstimulation und Elektrostimulation und deren klinische Anwendbarkeit. Im Jahr 1979 wurde Wienert zum außerordentlichen Professor ernannt. 1986 erhielt er eine C3-Professur für Dermatologische Phlebologie der Rheinisch-Westfälische Technische Hochschule Aachen (RWTH Aachen). Dies war der bis dahin einzige Lehrstuhl für diesen Fachbereich in Europa. An der Hautklinik der RWTH Aachen verblieb Professor Wienert bis zu seiner Pensionierung. 
Gemeinsam mit dem ebenfalls an der RWTH Aachen tätigen Medizintechniker Vladimir Blazek entwickelte Volker Wienert die in den 1930er Jahren erstmals beschriebene Licht-Reflexions-Rheographie zur Diagnostik und Verlaufskontrolle der Chronisch venösen Insuffizienz (CVI) weiter und ermöglichte so deren routinemäßige Anwendung.
Von 1993 bis 1995 war Wienert Präsident der Deutschen Gesellschaft für Coloproktologie.

## Ehrungen und Auszeichnungen
- Jubiläumspreis der Deutschen Gesellschaft für Phlebologie, 1978
- Kurt-Wolff-Preis, 1981
- Preis der Schweizerischen Gesellschaft für Phlebologie, 1983
- Erich-Krieg-Preis, 1985
- Erwin-Braun-Preis für Medizintechnologie der Erwin-Braun-Stiftung in Basel, 1991

## Publikationen (Auswahl)
- Epidemiologie der Venenerkrankungen, Schattauer Verlag, 1992
- Atlas Koloproktologie, Blackwell Wissenschafts-Verlag, 1997
- Die medizinische Kompressionstherapie, Blackwell Wissenschafts-Verlag, 1999
- Aktuelle Proktologie, UNI-MED Verlag, 2011
- Hämorrhoiden – Ein systematischer Überblick, UNI-MED Verlag, 2013
- Proktologische Blickdiagnosen: Atlas und Praxisleitfaden, Schattauer Verlag, 2017

### Als Herausgeber
- Das postthrombotische Syndrom – Eine systematische Übersicht, Viavital Verlag, 2017